# 潘同春
潘同春，號皆生，浙江餘姚縣人，明末政治人物。

## 生平
潘同春少年嗜學，崇禎三年（1630年）庚午科浙江鄉試第七十一名舉人，崇禎十年（1637年）丁丑科二甲進士。授山西蒲州知州。都察院觀政，十一年授山西蒲州知州，十五年升官工部营缮司員外郎，十六年任會試房考官。甲申，傳聞降李自成，弘光朝廷清算，判其六等擬杖應贖。卒年九十

## 家族
曾祖潘〔王堂〕；祖潘大沐；父潘機。